# Traîne Feuilles
Le Traîne Feuilles, ou « Traîne-Feuilles », est un cours d'eau français qui coule dans le département de l'Indre. C'est un affluent du Modon en rive gauche et donc un sous-affluent de la Loire.

## Géographie
Le Traîne Feuilles a une longueur de 13,8 kilomètres. Il prend sa source dans la commune de Villentrois-Faverolles-en-Berry, dans l'étang Billot près du hameau des Corbeillères à une altitude de 140 m, s'écoule vers le nord-est et se jette dans le Modon, dans la commune de Lye, à une altitude de 78 m.
Il existe un quasi homonyme, le Trainefeuille, affluent direct du Cher dont les eaux alimentent le zoo de Beauval à Saint-Aignan-sur-Cher.

### Communes traversées
Le Traîne Feuilles traverse 2 communes, soit de l'amont vers l'aval :  Villentrois-Faverolles-en-Berry (36), Lye (36).

### Zone hydrographique et affluents
Les bassins hydrographiques sont découpés dans le référentiel national BD Carthage en éléments de plus en plus fins, emboîtés selon quatre niveaux : régions hydrographiques, secteurs, sous-secteurs et zones hydrographiques. Le bassin versant du Traîne Feuilles s'insère dans la zone hydrographique « Le Cher du Fouzon (Nc) au Modon (C)  », au sein du bassin DCE plus large « La Loire, les cours d'eau côtiers vendéens et bretons ».
Le Traîne Feuilles reçoit le tribut de divers petits affluents de moins de 10 km de longueur, dont le Chanteclair en rive gauche et le Saint-Fiacre en rive droite.

## Pêche et peuplements piscicoles
Sur le plan piscicole, le Traîne Feuilles est classé en deuxième catégorie. L'espèce biologique dominante est constituée essentiellement de poissons blancs (cyprinidés) et de carnassiers (brochet, sandre et perche). 

## Qualité des eaux

### État des masses d'eau et objectifs
Issu de la Directive cadre européenne sur l’eau (DCE) du 23 octobre 2000, le découpage en masses d’eau permet d'utiliser un référentiel élémentaire unique employé par tous les pays membres de l'Union européenne. Une masse d'eau de surface est une partie distincte et significative des eaux de surface, telles qu'un lac, un réservoir, une rivière, un fleuve ou un canal, une partie de rivière, de fleuve ou de canal, une eau de transition ou une portion d’eaux côtières. Pour les cours d’eau, la délimitation des masses d’eau est basée principalement sur la taille du cours d’eau et la notion d’hydro-écorégion. Ces masses d’eau servent ainsi d’unité d’évaluation de l’état des eaux dans le cadre de la directive européenne. Le Traîne Feuilles fait partie de la masse d'eau codifiée FRGR2144 et dénommée « le Traine-feuilles et ses affluents, depuis la source jusqu'à la confluence avec le Cher ».
Le schéma directeur d'aménagement et de gestion des eaux (Sdage) Loire-Bretagne est un document de planification dans le domaine de l’eau. Il définit, pour une période de six ans les grandes orientations pour une gestion équilibrée de la ressource en eau ainsi que les objectifs de qualité et de quantité des eaux à atteindre dans le bassin Loire-Bretagne. L'état des lieux 2013 défini dans la SDAGE 2016 – 2021 et les objectifs à atteindre pour cette masse d'eau sont les suivants,, :
| Code masse d'eau | Libellé masse d'eau                                                                      | État écologique 2013 des cours d'eau | État écologique 2013 des cours d'eau | État écologique 2013 des cours d'eau | État écologique 2013 des cours d'eau | Objectifs                  | Objectifs                  | Objectifs                | Objectifs                | Objectifs              | Objectifs              |
| Code masse d'eau | Libellé masse d'eau                                                                      | État écologique                      | État biologique                      | État physico-chimie générale         | État Polluants spécifiques           | Objectif d'état écologique | Objectif d'état écologique | Objectif d'état chimique | Objectif d'état chimique | Objectif d'état global | Objectif d'état global |
| ---------------- | ---------------------------------------------------------------------------------------- | ------------------------------------ | ------------------------------------ | ------------------------------------ | ------------------------------------ | -------------------------- | -------------------------- | ------------------------ | ------------------------ | ---------------------- | ---------------------- |
| FRGR2144         | le Traine-feuilles et ses affluents, depuis la source jusqu'à la confluence avec le Cher | Moyen                                | Moyen                                | Moyen                                |                                      | Bon état                   | 2027                       | Bon état                 | ND                       | Bon état               | 2027                   |

## Gouvernance

### Échelle du bassin
En France, la gestion de l’eau, soumise à une législation nationale et à des directives européennes, se décline par bassin hydrographique, au nombre de sept en France métropolitaine, échelle cohérente écologiquement et adaptée à une gestion des ressources en eau. Le Traîne Feuilles est sur le territoire du bassin Loire-Bretagne et l'organisme de gestion à l'échelle du bassin est l'agence de l'eau Loire-Bretagne.